# Hello Kitty (anime)
Hello Kitty (jap. ハローキティ Harō Kiti) – japońskie anime o słynnej na całym świecie kotce Kitty.

## Fabuła
Anime opowiada o dwóch kotkach bliźniaczkach i ich przygodach. Mieszkają w Londynie, uwielbiają las i zabawy z przyjaciółmi. Wspólnie odkrywają otaczający ich świat.

## Hello Kitty and Friends (1991–1995)

### Wersja polska
Serial emitowany w Polsce pod nazwą Kocie Opowieści na kanałach TVP1 i TVP Polonia (1997) z polskim dubbingiem. Został też wydany na VHS pod nazwą Kizia i Mizia. Dystrybucja VHS: Eurocom.

### Spis odcinków
1. Cinderella (1989) Kopciuszek[1]
2. The Circus Comes to Town (1992) Cyrk przybywa[2] / Cyrk przyjechał[3]
3. The Day the Big Clock Stopped (1992)
4. Snow White (1993) Królewna Śnieżka
5. Alice in Wonderland (1993)
6. Heidi (1993)
7. The Wonderful Sisters (1992)
8. The Sleeping Princess (1991) Śpiąca Królewna[4]
9. The Prince in his Dream Castle (1992) Książę z Zamku Snów[4] / Książę z zaczarowanego zamku[5]
10. The Dream Thief (1992) Złodziej Snów[4]
11. Santa's Missing Hat (1992)
12. Mom Loves Me After All (1992)
13. The Magic Apple (1992)

## Hello Kitty's Animation Theather (2000)
To seria bajek na podstawie popularnych baśni z ostatnich lat. Kitty i jej przyjaciele grają postaci z baśni i uczą dzieci postawy społecznej, przyjaźni i unikania przemocy. Więcej o bajkach czytaj na stronie Hello Kitty's Animation Theather

### Hello Kitty's Paradise (1999–2011)
Serial liczy 16 odcinków po 2 epizody.

#### Wersja polska
W Polsce emitowany na antenie kanału TVN Style.
- Premiery w Polsce:
  - I seria (odcinki 1–16) – 1 czerwca 2009

Opracowanie wersji polskiej: dla TIM FILM Studio – DubbFilm Studio

Reżyseria: Dobrosława Bałazy

Dialogi:
- Joanna Klimkiewicz (odc. 1, 13–15),
- Małgorzata Lalowska (odc. 1),
- Kamila Klimas-Przybysz (odc. 2, 4, 9, 11),
- Agnieszka Farkowska (odc. 3, 5, 7, 10),
- Antonina Kasprzak (odc. 6, 8, 12, 16)

Dźwięk i montaż: Renata Wojnarowska

Kierownictwo produkcji: Romuald Cieślak

Teksty piosenek: Bogusław Nowicki

Opracowanie muzyczne: Eugeniusz Majchrzak

Wystąpili:
- Joanna Pach – Kitty
- Katarzyna Łaska – Mimi

oraz
- Anna Apostolakis – Mama
- Cezary Nowak – Tata
- Magdalena Krylik
- Katarzyna Godlewska
- Anna Sroka
- Modest Ruciński
- Marek Molak
- Mirosława Krajewska – Babcia odc 01
- Monika Pikuła
- Katarzyna Ankudowicz – Mama Fifi
- Janusz Wituch
- Włodzimierz Press – Tata Lacey (odc. 5a)
- Leszek Zduń – Moley (odc. 3a, 14a)
- Martyna Sommer – Lacey (odc. 5a)
- Paweł Szczesny
- Włodzimierz Bednarski
- Cezary Kwieciński
- Marcin Hycnar – Tomasz
- Izabella Bukowska – Fifi

i inni
Śpiewali: Beata Jankowska-Tzimas, Katarzyna Łaska, Małgorzata Szymańska, Michał Rudaś, Jakub Molęda i Maciej Molęda
Lektor tyłówek: Andrzej Leszczyński

#### Spis odcinków
| Premiera odcinka | N/o | Polski tytuł                 | Angielski tytuł                   |
| ---------------- | --- | ---------------------------- | --------------------------------- |
|                  |     |                              |                                   |
| SERIA PIERWSZA   |     |                              |                                   |
|                  |     |                              |                                   |
| 01.06.2009       | 01  | Kwitnące dzień dobry         | A Blooming Good Morning           |
| 02.06.2009       | 01  | Bajkowa przygoda             | A Storybook Adventure             |
|                  |     |                              |                                   |
| 03.06.2009       | 02  | Myj ręce, Kitty              | Kitty’s Clean Cuisine             |
| 04.06.2009       | 02  | Spacer z tatą                | A Day Out With Dad                |
|                  |     |                              |                                   |
| 05.06.2009       | 03  | Kitty w podziemiu            | Underground Kitty                 |
| 06.06.2009       | 03  | Ptasi szpital                | Watch the Birdie                  |
|                  |     |                              |                                   |
| 07.06.2009       | 04  | Dobre maniery                | Minding Manners                   |
| 08.06.2009       | 04  | Wyprawa do miasta            | Streetwise                        |
|                  |     |                              |                                   |
| 09.06.2009       | 05  | Czarodziejskie worki         | The Magic Bags                    |
| 10.06.2009       | 05  | Kurzotwór                    | The Dust Monster                  |
|                  |     |                              |                                   |
| 11.06.2009       | 06  | Wesoły sklepik               | Put On A Happy Place              |
| 12.06.2009       | 06  | Jedziemy pociągiem do babci  | The Train To Grandma’s House      |
|                  |     |                              |                                   |
| 13.06.2009       | 07  | Papierowe zabawy             | Paper Play                        |
| 14.06.2009       | 07  | Wielki mały problem          | Sizing Things Up                  |
|                  |     |                              |                                   |
| 15.06.2009       | 08  | Zepsuty robot                | Broken Robot                      |
| 16.06.2009       | 08  | Co mamy w sklepie?           | What’s In Store                   |
|                  |     |                              |                                   |
| 17.06.2009       | 09  | Teatr cieni                  | Shadow Play                       |
| 18.06.2009       | 09  | Wszystkiego najlepszego tato | Happy Birthday Papa               |
|                  |     |                              |                                   |
| 19.06.2009       | 10  | Wielki rajd samochodowy      | The Great Kitty Car Race          |
| 20.06.2009       | 10  | Przygoda w supermarkecie     | Adventures in Groceryland         |
|                  |     |                              |                                   |
| 21.06.2009       | 11  | Wycieczka do Tęczowego Parku | A Trip to Rainbow Park            |
| 22.06.2009       | 11  | Przyjęcie urodzinowe         | Birthday Party Time               |
|                  |     |                              |                                   |
| 23.06.2009       | 12  | Pieczemy ciastka             | Making Cookies                    |
| 24.06.2009       | 12  | Niesamowite kształty         | Great Shapes!                     |
|                  |     |                              |                                   |
| 25.06.2009       | 13  | Ospałe zegary                | A Stitch in Time Saves Nine Lives |
| 26.06.2009       | 13  | Duży czy mały?               | The Big and Small of It           |
|                  |     |                              |                                   |
| 27.06.2009       | 14  | Układamy puzzle              | A Puzzling Day                    |
| 28.06.2009       | 14  | Sprawiedliwe dzielenie       | A Fair Share                      |
|                  |     |                              |                                   |
| 29.06.2009       | 15  | Jak to policzyć?             | Can You Count Them?               |
| 30.06.2009       | 15  | Wszystko ma swoje miejsce    | Everything Has Its Place          |
|                  |     |                              |                                   |
| 01.07.2009       | 16  | Baśń o księżniczce Kitty     | Once Upon A Kitty                 |
| 02.07.2009       | 16  | Przechadzka po mieście       | A Nice Little Walk In The City    |
|                  |     |                              |                                   |